# Atomschutzunterstand

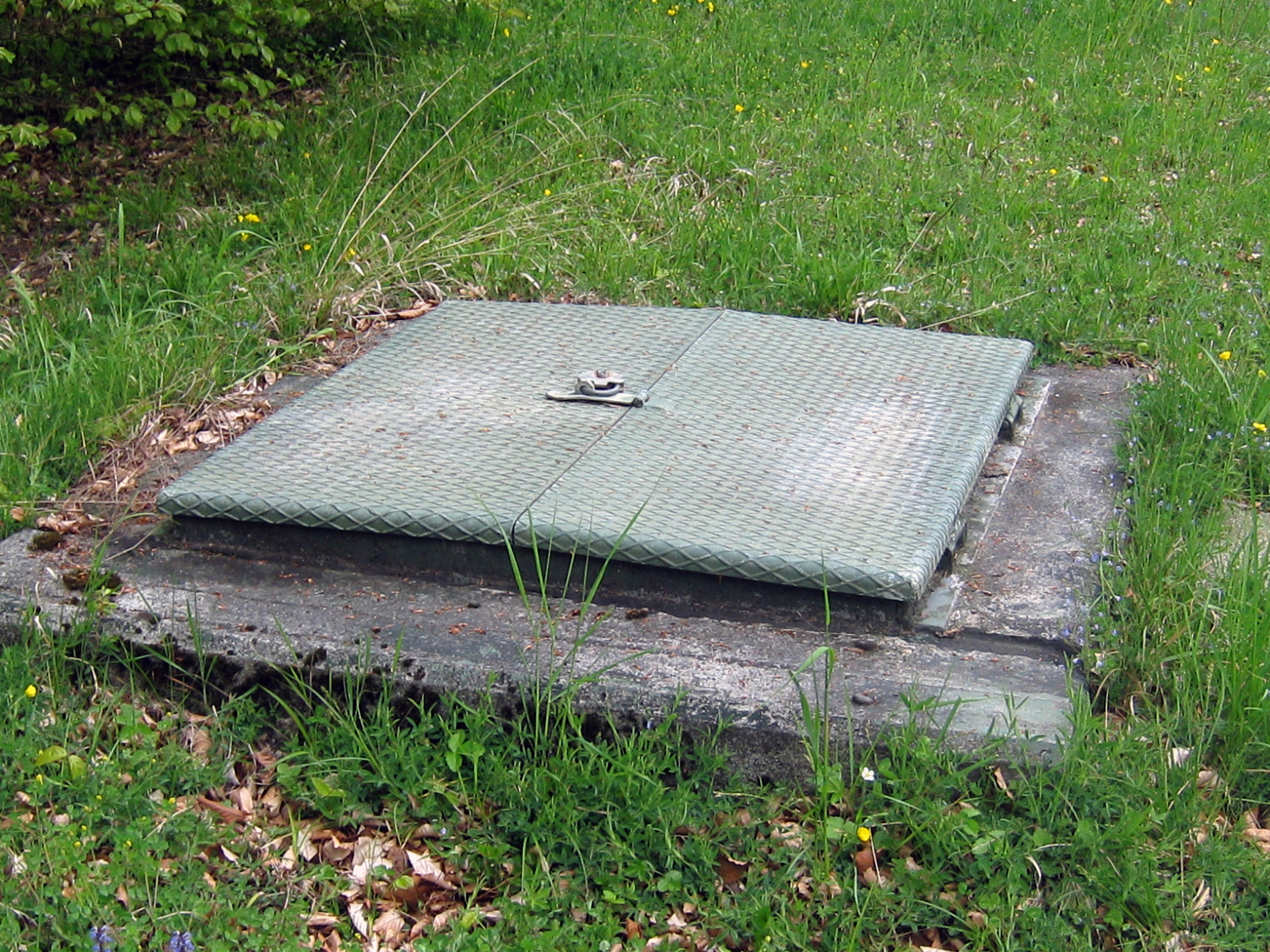
Eingang

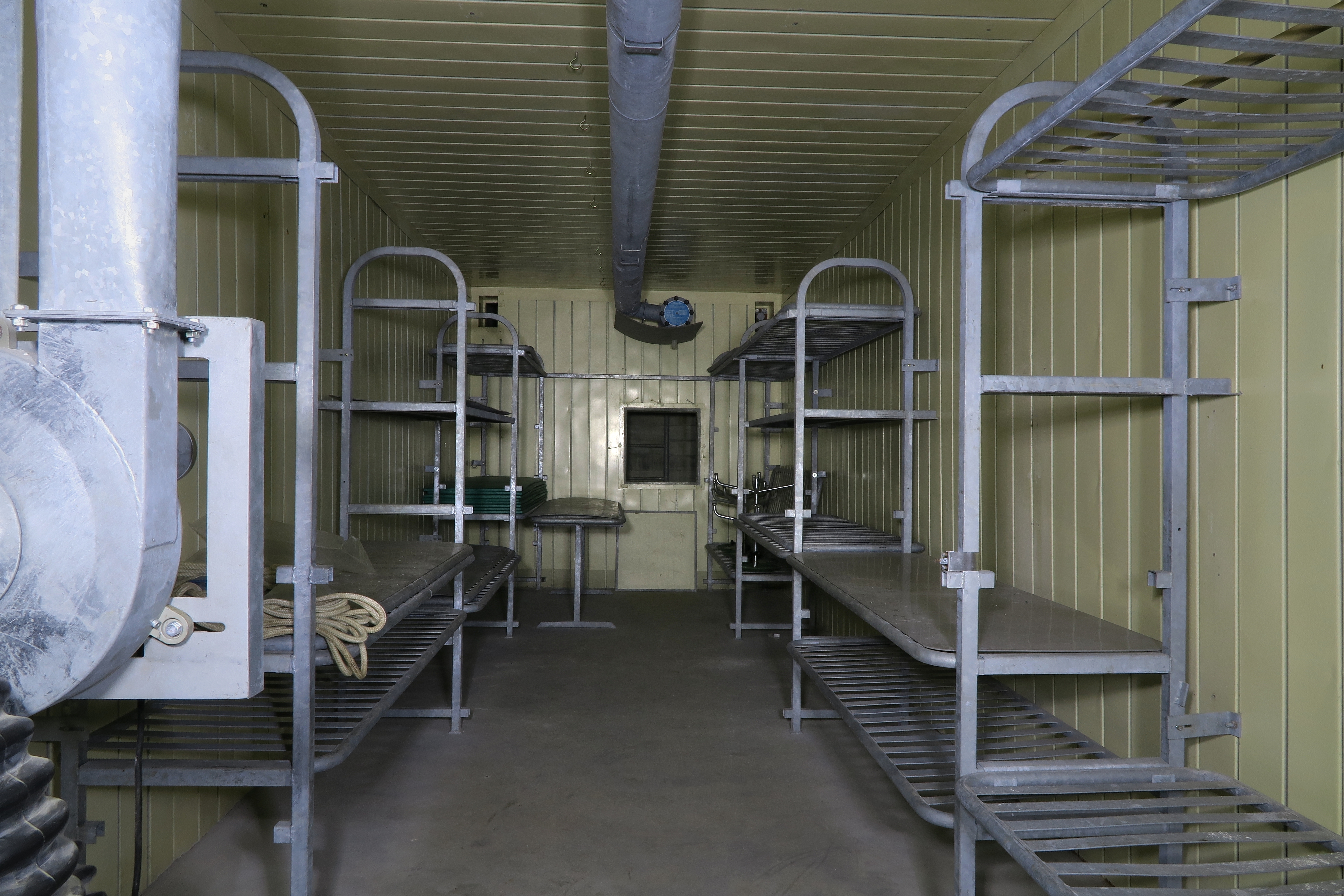
Innenansicht

Ein Atomschutzunterstand (ASU, französisch abri antiatomique, italienisch ricovero antiatomico di sezione, rätoromanisch refugi antiatomic) ist ein 1964 während der Armee 61 der Schweizer Armee beschaffter Schutzbautyp für Truppen.
Die ASU wurden im Fertigteilbau hergestellt und eingegraben. Danach waren lediglich die Einstiegsluke und ein Rohr für die Luftzufuhr sichtbar. Ein ASU enthält eine Luftfilteranlage, die elektrisch oder von Hand mit einer Kurbel betrieben werden kann, eine Gasschleuse beim Eingang und Schlafstellen.
Die Schweizer Armee erstellte rund 7800 solcher Anlagen. Der ASU wurde Mitte der 1980er-Jahre durch den Feldunterstand 88 (FU88) ersetzt.